# Phong Oliver
Phong Oliver, tên khoa học Acer oliverianum, là một loài thực vật có hoa trong họ Bồ hòn. Loài này được Pax miêu tả khoa học đầu tiên năm 1889,

## Hình ảnh

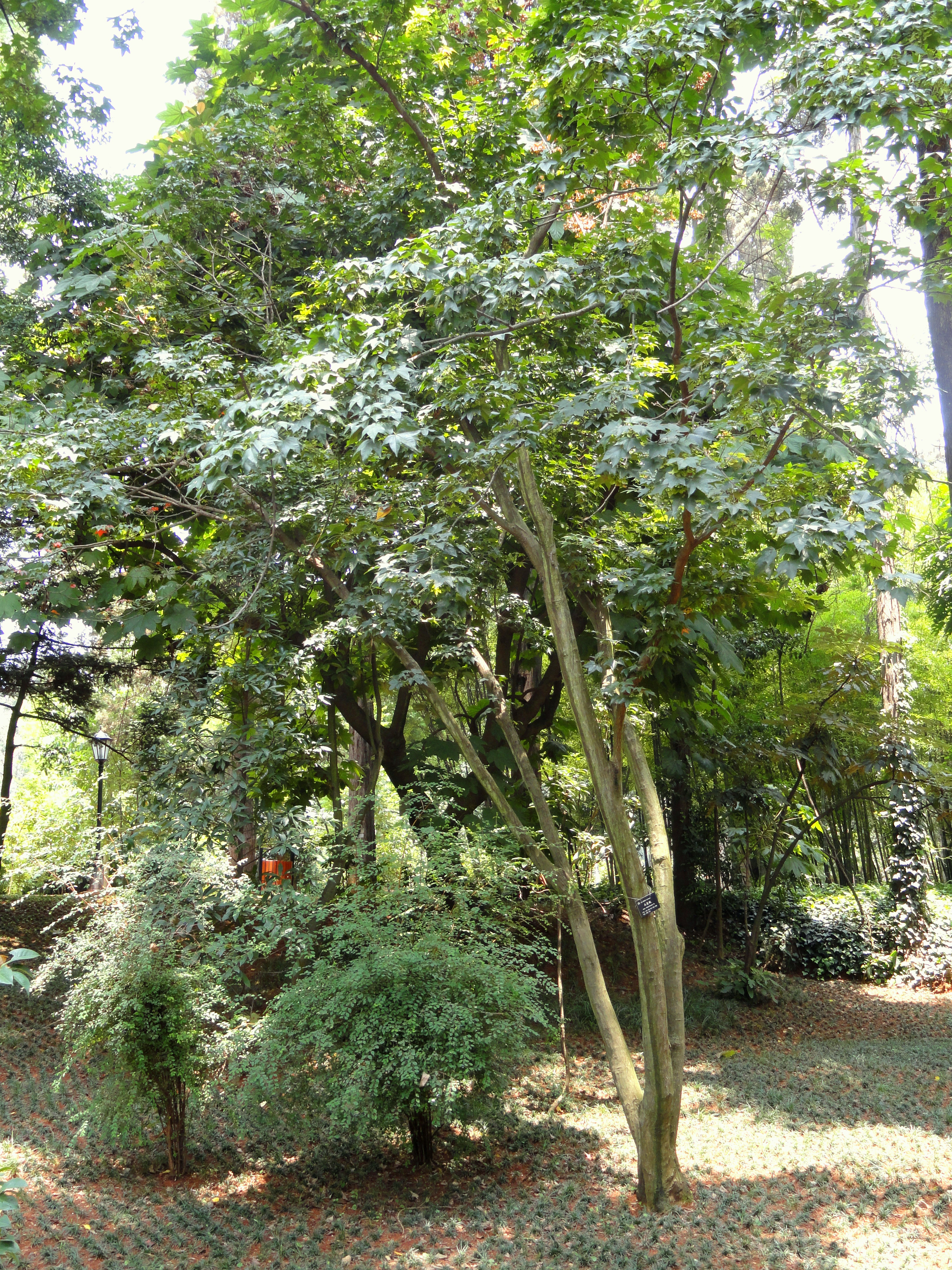
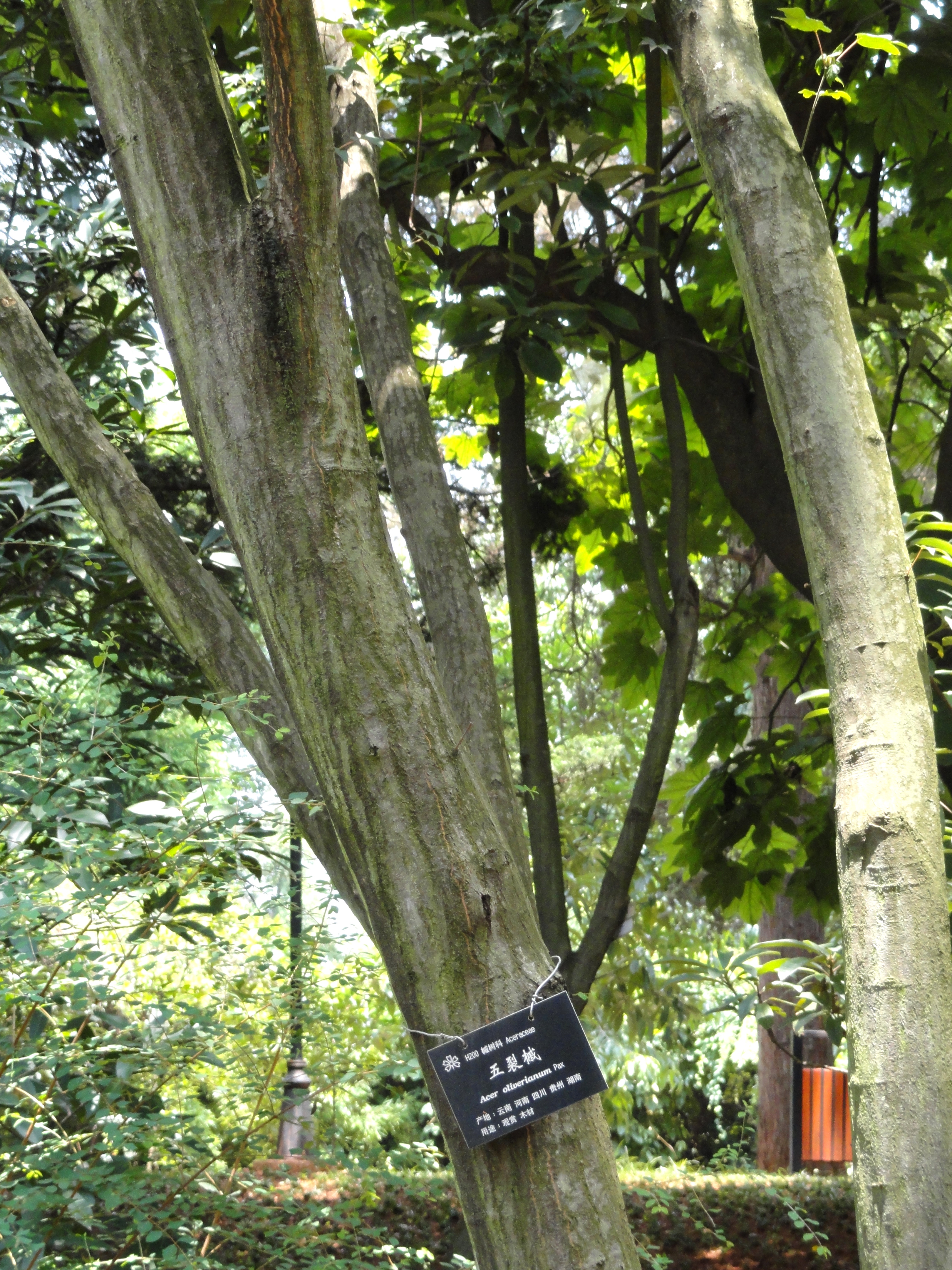